# Ernst Böse (Mediziner)
Ernst Böse (* 21. März 1868 in Crossen; † 12. März 1949 in Bad Pyrmont) war ein deutscher Marine-Generalstabsarzt der Reichsmarine.

## Leben
Ernst Böse trat am 1. April 1890 in die Kaiserliche Marine ein. Seit 1891/92 gehörte er dem Akademischen Turnverein Normannia Leipzig (seit 1909 Burschenschaft Normannia Leipzig) an. 1895 promovierte er an der Medizinischen Fakultät der Universität Leipzig mit dem Thema Über die paraxysomale Hämoglobinurie. Ab Mitte Februar 1901 war er als Marine-Stabsarzt in Tsingtau, erst im Lazarett und später zusätzlich bis 20. Mai 1904 bei der Matrosen-Artillerie-Abteilung Kiautschou. Am 4. März 1914 wurde er zum Marine-Generaloberarzt mit dem Rang eines Fregattenkapitäns. Bis Juni 1917 war er Oberarzt an der Werft Danzig und Chefarzt im Festungslazarett Danzig. Zusätzlich war er im Stab der Marineflieger. Anschließend war er bis November 1917 Garnisonsarzt im Wilhelmshaven und zeitgleich Vorstand des Sanitäts-Departments. Als Divisionsarzt der I. Marine-Division war er bis Februar 1918 eingesetzt und kam dann bis Kriegsende als Rangältester Sanitätsoffizier in die Türkei zur ehemaligen Mittelmeerdivision.
Nach dem Krieg in die Reichsmarine übernommen, wurde er am 29. November 1919 Marine-Generalarzt und am 31. August 1923 mit dem Charakter als Marine-Generalstabsarzt aus der Marine entlassen.